# Чесно-Хелль, Михаэль
Михаэ́ль Че́сно-Хелль (нем. Michael Tschesno-Hell; 17 февраля 1902, Вильно, Российская империя, ныне Вильнюс, Литва — 24 февраля 1980, Берлин, Германия) — немецкий сценарист. Член Академии искусств ГДР.

## Биография
Работал журналистом. В 1933 году был вынужден эмигрировать из Германии. В 1945 году, по возвращении на родину, основал издательство «Volk und Welt», которым руководил несколько лет. Автор сценариев фильмов-дилогий о Эрнсте Тельмане (с Вилли Бределем) и о Карле Либкнехте (с Гюнтером Райшем и другими).
Член жюри Второго Московского международного кинофестиваля.

## Сочинения
- Дудов З., Чесно-Хелль М. Капитан из Кёльна. // Современная драматургия. Книга 12. — М., «Искусство», 1959.
- Буланже Я., Чесно-Хелль М. Цифры на сердце. (Пер. с нем. И. Каринцева) — М., «Иностранная литература», 1959.
- Дудов З., Чесно-Хелль М., Кайш Г. Капитан из Кёльна. (Пер. с нем. И. Каринцева, Г. Рудой) // Сценарии кино ГДР. — М., Искусство, 1962.
- Чесно-Хелль М. Пока я жив... — М., Искусство, 1972.

## Избранная фильмография

### Сценарист
- 1953 — Эрнст Тельман — сын своего класса / Ernst Thälmann — Sohn seiner Klasse (с Вилли Бределем)
- 1955 — Эрнст Тельман – вождь своего класса / Ernst Thälmann – Führer seiner Klasse (с Вилли Бределем)
- 1956 — Капитан из Кёльна / Der Hauptmann von Köln (с Генриком Кайшем[нем.] и Златаном Дудовым)
- 1965 — Пока я жив / Solange Leben in mir ist (с Гюнтером Райшем и Германом Херлингхаузом)
- 1965 — Мать и безмолвие / Die Mutter und das Schweigen (ТВ, с Урсулой Чесно-Хелль)
- 1971 — Несмотря ни на что / Trotz alledem! (по пьесе Гюнтера Карла, с Гюнтером Райшем)

## Награды
- 1954 — Национальная премия ГДР
- 1957 — Национальная премия ГДР
- 1966 — Национальная премия ГДР